# San Filippo Neri invita i fanciulli a venerare la Madonna
San Filippo Neri invita i fanciulli a venerare la Madonna è un dipinto a olio su tela di Liberale Cozza, datato 1811 e conservato nella chiesa di San Giacomo di Brescia.

## Storia
L'opera viene commissionata nel 1811 da Vincenzo Bonomi per l'altare maggiore della chiesa di San Tommaso di Brescia. La chiesa, già oratorio della chiesa dei Santi Faustino e Giovita chiuso al culto nel 1797 dalla Repubblica Bresciana, era rimasta senza destinazione fino al 1806, quando il Bonomi l'aveva ottenuta in concessione per aprirvi un nuovo oratorio festivo giovanile nelle regole di san Filippo Neri. Lo stesso Bonomi era un ex canonico della soppressa Confederazione dell'Oratorio di San Filippo Neri, che qui trovava finalmente una nuova occupazione.
La tela sostituisce l'Incredulità di san Tommaso di Marco Richiedei che viene spostata in controfacciata sopra l'ingresso, così come registra Paolo Brognoli nel 1826.
Chiuso anche il nuovo oratorio nel 1836 a causa della morte del Bonomi, la chiesa viene definitivamente alienata a privati e svuotata delle opere. La pala del Cozza, quella del Richiedei e la Comunione degli Apostoli di Giuseppe Amatore vengono trasferite nella chiesa dei Santi Faustino e Giovita a cui San Tommaso faceva capo e distribuite tra la chiesa stessa e i locali attigui.
Alla fine del Novecento, con il recupero della chiesa di San Giacomo come sala per le attività parrocchiali, vi trova collocazione definitiva assieme ad altre opere facenti parte del patrimonio artistico della chiesa dei Santi Faustino e Giovita, altrimenti non esposte altrove.

## Descrizione
La pala raffigura san Filippo Neri a sinistra nell'atto di incitare un gruppo di giovinetti, ai suoi piedi, a venerare la Madonna tratteggiata in una seconda, finta pala dell'altare dietro al gruppo, dotato di alta e massiccia ancona neoclassica.
Vi si scorge la Madonna col Bambino Gesù in braccio, davanti ai quali è inchinato san Luigi Gonzaga tra gruppi di cherubini. I giovinetti adoranti sono fissati in vari atteggiamenti e posizioni, col capo chino o rivolti verso la pala, verso san Filippo e verso lo spettatore.

## Stile
Il Cozza, laborioso e attento autodidatta, ripropone nella pala per San Filippo un cromatismo caldo e ricco nei toni, recuperati dalla tradizione veneta cinquecentesca, del quale un notevole esito è rilevabile nella serena composizione della finta pala dell'altare e nelle vesti dei fanciulli, tra i quali spicca quello inginocchiato in primo piano, colto di schiena, anche se sono rilevabili alcune sproporzioni anatomiche, in particolare nella testa del fanciullo centrale rivolto verso l'osservatore.
La finta pala in secondo piano, paradossalmente, ebbe più fortuna della tela completa, soprattutto grazie a un'incisione eseguita da Francesco Novelli e molto diffusa tra la popolazione nei decenni successivi, fino ad essere replicata per l'altare maggiore della chiesa dell'Istituto Artigianelli.